# Los Fresnos, Texas
Los Fresnos là một thành phố thuộc quận Cameron, tiểu bang Texas, Hoa Kỳ. Năm 2010, dân số của xã này là 5542 người.

## Dân số
- Dân số năm 2000: 4512 người.
- Dân số năm 2010: 5542 người.